# 1928年アムステルダムオリンピックのインド選手団
1928年アムステルダムオリンピックのインド選手団（1928ねんアムステルダムオリンピックのインドせんしゅだん）は、1928年7月28日から8月12日にかけてオランダのアムステルダムで開催された1928年アムステルダムオリンピックのインド選手団、およびその競技結果。

## 概要
今大会は金メダル1個を獲得した。

## メダル
| メダル | 選手名 | 競技     | 種目 |
| ------ | ------ | -------- | ---- |
| 金     | [[]]   | ホッケー | 男子 |